# Liste der Biografien/Hord
Liste der Biografien |
Portal Biografien |
Personensuche
# |
A |
B |
C |
D |
E |
F |
G |
H |
I |
J |
K |
L |
M |
N |
O |
P |
Q |
R |
S |
T |
U |
V |
W |
X |
Y |
Z |
?
 
Ha |
Hd |
He |
Hi |
Hj |
Hk |
Hl |
Hm |
Hn |
Ho |
Hr |
Hs |
Ht |
Hu |
Hv |
Hw |
Hy
 
Hoa |
Hob |
Hoc |
Hod |
Hoe |
Hof |
Hog–Hok |
Hol |
Hom |
Hon |
Hoo |
Hop |
Hoq |
Hor |
Hos |
Hot |
Hou |
Hov |
How |
Hox |
Hoy |
Hoz
 
Hora |
Horb |
Horc |
Hord |
Hore |
Horf |
Horg |
Horh |
Hori |
Horj |
Hork |
Horl |
Horm |
Horn |
Horo |
Horp |
Horr |
Hors |
Hort |
Horu |
Horv |
Horw |
Horx |
Hory |
Horz
Die Liste der Biografien führt alle Personen auf, die in der deutschsprachigen Wikipedia einen Artikel haben. Dieses ist eine Teilliste mit 31 Einträgen von Personen, deren Namen mit den Buchstaben „Hord“ beginnt.

## Hord
- Hord, Donal (1902–1966), US-amerikanischer Bildhauer

### Horde
- Hörde zu Eringerfeld, Franz Ludolph von (1721–1781), Domherr in Münster
- Hörde, Engelbert Matthias von (1786–1846), preußischer Gutsbesitzer und Landrat des Kreises Lippstadt
- Hörde, Hermann von († 1511), Domherr in Münster
- Hörde, Johann Friedrich Adolf von (1688–1761), deutscher römisch-katholischer Bischof
- Hörde, Philipp von († 1538), Vizedominus und Domherr in Münster
- Hörde, Raban von († 1575), Dompropst in Münster
- Hördemann, Robert (1900–1991), deutscher Arzt, Reichsarzt der HJ
- Hordeonius Flaccus, Marcus († 70), römischer Senator
- Horder, Steinmetz
- Horder, Harris (1900–1943), australischer Radsportler und US-amerikanischer Soldat
- Hörder, Max-Hermann (1925–1996), deutscher Arzt
- Hordern, Michael (1911–1995), britischer Bühnen- und Filmschauspieler
- Hordes, Eric (* 1983), deutscher Regisseur, Filmproduzent, Autor und MusikerEric Hordes (* 1983)

Eric Hordes (* 1983)

### Hordi
- Hordichuk, Darcy (* 1980), kanadischer Eishockeyspieler
- Hordijenko, Kost († 1733), Ataman der Saporoger Kosaken
- Hordijtschuk, Mykola (* 1983), ukrainischer Gewichtheber

### Hordj
- Hordjedef, altägyptischer Prinz

### Hordl
- Hördler, David (* 1979), deutscher Eishockeyspieler
- Hördler, Frank (* 1985), deutscher EishockeyspielerFrank Hördler (* 1985)

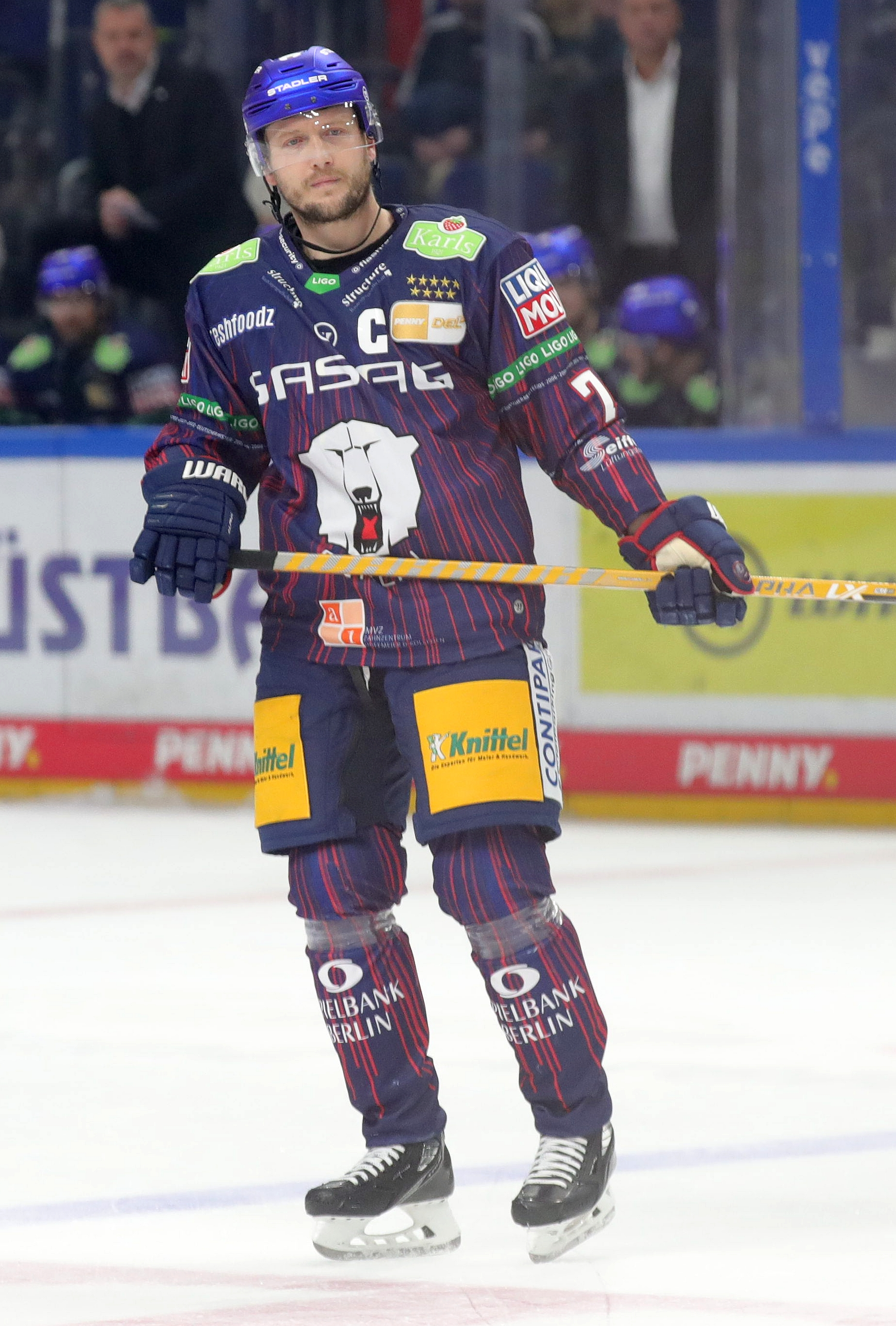
Frank Hördler (* 1985)

- Hördler, Stefan (* 1977), deutscher Historiker
- Hordliczka, Eugen (1857–1912), k.u.k. Generalstabsoffizier, Chef des Evidenzbüros und Brigadekommandant

### Hordo
- Hordon, Dmytro (* 1967), ukrainischer Journalist und TV-Moderator
- Hordorff, Dirk (1956–2023), deutscher Tennisfunktionär und -trainer

### Hordt
- Hordt, Johann Ludwig von (1719–1798), preußischer Generalleutnant und Gouverneur der Zitadelle Spandau
- Hördt, Ludwig († 1877), deutscher Verwaltungsbeamter

### Hordu
- Hörður Áskelsson (* 1953), isländischer Organist und Chorleiter
- Hörður Björgvin Magnússon (* 1993), isländischer Fußballspieler
- Hörður Haraldsson (1929–2010), isländischer Leichtathlet
- Hörður Vilhjálmsson (* 1988), isländischer Basketballspieler

### Hordv
- Hordvik, Øivind (* 1985), norwegischer Beachvolleyballspieler